# Lastenes z Teb
Lastenes z Teb (gr. Λασθένης) – starożytny grecki biegacz pochodzący z Teb, zwycięzca w biegu na długi dystans (dolichos) na igrzyskach olimpijskich w 404 p.n.e. Według legendy miał się ścigać z koniem na trasie z Teb do Koronei (odległość ok. 30 kilometrów) i zwyciężyć.